# Сан-Франсишку-Шавьер (Лиссабон)
Сан-Франсишку-Шавьер (порт. São Francisco Xavier) — район (фрегезия) в Португалии, входит в округ Лиссабон. Является составной частью муниципалитета Лиссабон. Находится в составе крупной городской агломерации Большой Лиссабон. По старому административному делению входил в провинцию Эштремадура. Входит в экономико-статистический субрегион Большой Лиссабон, который входит в Лиссабонский регион. Население составляет 8100 человек на 2001 год. Занимает площадь 2,10 км².
Покровителем района считается Франциск Ксаверий (порт. Francisco Xavier).

## История
Район основан в 1959 году